# Југословенка (ТВ серија)
Југословенка српска је историјска теленовела чији је творац Роман Мајетић. Представља наследника серије Црвени месец. Премијерно се емитовала током јесени 2020. године на каналу Пинк.
Роман Мајетић потврдио је да ће серија уместо 140 имати само 60 епизода и да је даље снимање прекинуто због лоше гледаности пројекта.
Остатак епизода које нису приказане на ТВ су доступне свим претплатницима путем платформе Аполон.

## Радња
Прича почиње у најмрачнијем моменту 1916. године када је земља окупирана, а војска на Крфу. Радња прати историјске догађаје до 1921. године и смрти краља Петра, дакле Велики рат, ослобођење земље, стварање Краљевине Срба, Хрвата и Словенаца, односно Краљевине Југославије: период у којем је настало оно што влада и данас — корупција, скривене игре, лажи.
У средишту заплета су две породице и њихове љубавне приче. Упознајемо стару београдску породицу Павловић, која је изданак прошлог времена и која се не сналази у новом, као и породицу Ристић која је типични представник „новог доба”.
Софија Бауман, као један од главних ликова, је спона која их повезује. Постоје паралелне приче на Крфу и у Паризу где је већи део обе породице био за време Првог светског рата. Док пратимо причу младих ликова, сазнајемо детаље из младости генерације њихових родитеља. После ослобођења земље, јунаци ће се спојити у Београду и увидети да се историја понавља. Све што су у младости проживели родитељи сада су на другачији начин спознали и млади.

## Улоге
| Глумац                | Улога                       |
| --------------------- | --------------------------- |
| Јована Миловановић    | Косана                      |
| Душан Матејић         | Вук Павловић                |
| Ивана Дудић           | Софија Бауман               |
| Михајло Јовановић     | Александар I Карађорђевић   |
| Јана Милић Илић       | Милица Ристић               |
| Драган Вујић          | Димитрије Ристић            |
| Стефан Радоњић        | Стефан Ристић               |
| Тамара Шустић         | Јелена Ристић               |
| Борис Комненић        | Немања Павловић             |
| Бранка Пујић          | Ирина Павловић              |
| Петар Ћиритовић       | Маркиз д'Авари              |
| Лепомир Ивковић       | Никола Пашић                |
| Нина Граховац         | Марија Бауман               |
| Душан Каличанин       | Мајор Љубомир Вуловић       |
| Зоран Пајић           | Капетан Марко Стојановић    |
| Жарко Степанов        | Пуковник Петар Живковић     |
| Анка Гаћеша Костић    | Радмила Стаменковић         |
| Славиша Чуровић       | Драгутин Димитријевић Апис  |
| Верољуб Јефтић        | Пуковник Дуњић              |
| Даниел Ковачевић      | Јован Петровић              |
| Миодраг Милованов     | Петар I Карађорђевић        |
| Анита Стојадиновић    | Марија                      |
| Андреј Пиповић        | Рада Пашић                  |
| Митра Младеновић      | Шарлот Котијар              |
| Ђорђе Драгићевић      |                             |
| Бранко Ђурић          | др Страхиња Бочев           |
| Бошко Пулетић         | Живојин Мишић               |
| Александар Лазић      | Коста Пећанац               |
| Александар Којић      |                             |
| Никола Џамић          | Стојан Протић               |
| Урош Милојевић        |                             |
| Јованка Андрић        |                             |
| Радомир Миљанић       | војвода Радомир Путник      |
| Андреја Маричић       | генерал Павле Јуришић Штурм |
| Данијел Сич           | војвода Вук                 |
| Никола Мијатовић      |                             |
| Марко Радојевић       | Раде Малобабић              |
| Александар Стевановић |                             |
| Сенад Милановић       | Мустафа Голубић             |
| Предраг Котур         |                             |
| Немања Рафаиловић     |                             |
| Ђорђе Ерчевић         |                             |
| Драгана Јовановић     |                             |
| Ненад Пагонис         |                             |
| Милена Јакшић         |                             |
| Ненад Ћирић           | стари маркиз д'Авари        |
| Ђорђе Бубања          |                             |
| Бранислав Платиша     |                             |
| Немања Ивковић        |                             |
| Алекса Раичевић       |                             |
| Матеја Поповић        |                             |
| Тамара Радовановић    | Јована Трифуновић           |
| Бојан Марковић        |                             |
| Милан Пајић           |                             |
| Доминик Чичак         |                             |
| Стефан Ковачевић      |                             |
| Предраг Коларевић     | Љубомир Јовановић Патак     |
| Александар Волић      |                             |
| Милан Стаменковић     | Војник из централе          |
| Весна Станковић       | Ђурђина Пашић               |
| Младен Милојковић     |                             |
| Дејан Стојаковић      |                             |
| Никола Марковић       |                             |
| Марко Ветић           |                             |
| Марко Марковић        |                             |